# Радмила Граовац
Радмила Граовац (Вучитрн, 6. јун 1920 — Београд, 16. јануар 2011) била је српска вајарка.

## Биографија
Рођена је као Радмила Рис.
Она је живела у Новом Саду од 1932. године где је и матурирала.
Студирала је хемију на Природно-математичком факултету Универзитета у Београду али њене студије прекида почетак Другог светског рата.
Дипломирала је на Академији ликовних уметности у Београду 1949. године код професора Сретена Стојановића, Томе Росандића и Илије Коларовића.
По завршетку основних студија 1953. Граовчева се вратила у Нови Сад  где је радила као професор вајарства и керамике на Вишој педагошкој школи, до 1976.
Током 1956. године усавршавала се у Прагу.
Излагале је на бројним изложбама у земљи и иностранству. Ретроспективну изложбу имала је 1985. године у Дому Југословенске народне армије у Београду.
Била је чланица Удружења ликовних уметника Србије. Додељена јој је награде Уметничке колоније у Ечки 1962. и Златног длета 1965. године.
Аутор је двадесетак споменика широм Србије, предоминатно бисти у бронзи. Креаторка је медаље награде „Паја Јовановић”.
Њено омиљено средство за прављење скулптура била је глина. Касније се окреће употреби теракоте.
Легат Радмиле и Николе Граовац налази се у Галерији Матице српске и био је изложен током 2021.

## Приватни живот
Са супругом сликаром Николом Граовцем имала је ћерку Смиљку, рођену 1948. у Призрену гдје је брачни пар тада живео.
Дружила се са будућим познатим сликарима: Бошком Петровићем, Стеваном Максимовићем и вајаром Јованом Солдатовићем.

## Одабрана дела
- Попрсје жене[6]
- Декоративна глава[7]
- Женска фигурина[8]
- Портрет девојке[9]
- Портрет Вере[10]